# 해왕성 횡단 소행성체 목록
해왕성 횡단 소행성체는 공전 궤도 상에 해왕성을 통과하는 소행성체들을 이른다. 왜행성 명왕성은 이 해왕성 횡단 천체 중 가장 큰 천체이다. 2005년 기준 알려진 해왕성 횡단 소행성체의 목록은 다음과 같다.
참고:
- ‡ 접근-탈출 천체
- † 134340 명왕성은 잘 알려져 있는 횡단 천체이나 번호매겨지지는 않았다.

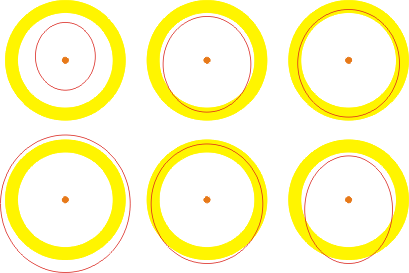
Inner-grazer: 가운데 꼭대기;
Outer-grazer: 가운데 아래;
Crosser: 오른쪽 아래;
공통 궤도면(해왕성 트로이족): 오른쪽 위

- 5145 폴루스
- 7066 네수스
- 10370 힐로노메
- (15788) 1993 SB
- (15820) 1994 TB
- (15875) 1996 TP66
- (19299) 1996 SZ4
- (20161) 1996 TR66
- 20461 디오레차
- (26308) 1998 SM165 ‡
- 28978 이시온 ‡
- (29981) 1999 TD10
- (32929) 1995 QY9
- (33128) 1998 BU48
- (33340) 1998 VG44
- 38628 후야
- 42355 티폰
- (44594) 1999 OX3
- (47932) 2000 GN171
- 52975 실라루스
- (54520) 2000 PJ30
- 55576 아미쿠스
- (55638) 2002 VE95
- (60608) 2000 EE173
- (65407) 2002 RP120
- 65489 케토
- (73480) 2002 PN34
- (78799) 2002 XW93
- (84719) 2002 VR128
- (87269) 2000 OO67
- (87555) 2000 QB243
- (88269) 2001 KF77
- (134340) 명왕성 †

## 같이 보기
- 수성 횡단 소행성 목록
- 금성 횡단 소행성 목록
- 지구 횡단 소행성 목록
- 화성 횡단 소행성 목록
- 목성 횡단 소행성 목록
- 토성 횡단 소행성체 목록
- 천왕성 횡단 소행성체 목록